# Ordinariato militar de Kenia
El ordinariato militar de Kenia (en latín: Ordinariatus Militaris Kenia y en inglés: Military Ordinariate of Kenya) es una circunscripción eclesiástica de la Iglesia católica en Kenia. Se trata de un ordinariato militar latino, inmediatamente sujeto a la Santa Sede. Desde el 30 de diciembre de 2016 es sede vacante y su administrador apostólico es el presbítero Benjamin Kituto Maswili.

## Territorio y organización
El ordinariato militar tiene jurisdicción personal peculiar ordinaria y propia sobre los fieles católicos militares de rito latino, incluso si se hallan fuera de las fronteras del país, pero los fieles continúan siendo feligreses también de la diócesis y parroquia de la que forman parte por razón del domicilio o del rito, pues la jurisdicción es cumulativa con el obispo del lugar. Los cuarteles y los lugares reservados a los militares están sometidos primera y principalmente a la jurisdicción del ordinario militar, y subsidiariamente a la jurisdicción del obispo diocesano cuando falta el ordinario militar o sus capellanes. El ordinariato tiene su propio clero, pero los obispos diocesanos le ceden sacerdotes para llevar adelante la tarea de capellanes militares de forma exclusiva o compartida con las diócesis.
La sede del ordinariato militar se encuentra en la ciudad de Nairobi.
En 2019 en el ordinariato militar existían 55 parroquias.
El ordinariato militar está al servicio de las Fuerzas de Defensa de Kenia, compuestas por el Ejército de Kenia, la Fuerza Aérea de Kenia y la Armada de Kenia.

## Historia
Cuando Kenia se independizó en 1963, el Gobierno de la República de Kenia adoptó la tradición británica de tener capellanía en las Fuerzas de Defensa de Kenia. A la capellanía se le confió la responsabilidad de la administración religiosa del personal de las Fuerzas de Defensa de Kenia, sus familias y dependientes.
Mediante la promulgación de la constitución apostólica Spirituali Militum Curae por el papa Juan Pablo II el 21 de abril de 1986 los vicariatos militares fueron renombrados como ordinariatos militares o castrenses y equiparados jurídicamente a las diócesis. Cada ordinariato militar se rige por un estatuto propio emanado de la Santa Sede y tiene a su frente un obispo ordinario nombrado por el papa teniendo en cuenta los acuerdos con los diversos Estados. El 21 de julio de 1986 el cardenal Maurice Michael Otunga se convirtió en el primer ordinario militar de Kenia. El 15 de diciembre de 1986 fue registrado por el Gobierno de Kenia. 

## Estadísticas
Según el Anuario Pontificio 2020 el ordinariato militar en 2019 tenía 27 sacerdotes y 3 religiosos.
| Año                                                                             | Población            | Población | Población      | Sacerdotes | Sacerdotes    | Sacerdotes    | Bautizados por sacerdote | Diáconos permanentes | Religiosos | Religiosos | Parroquias |
| Año                                                                             | Bautizados católicos | Total     | % de católicos | Total      | Clero secular | Clero regular | Bautizados por sacerdote | Diáconos permanentes | Varones    | Mujeres    | Parroquias |
| ------------------------------------------------------------------------------- | -------------------- | --------- | -------------- | ---------- | ------------- | ------------- | ------------------------ | -------------------- | ---------- | ---------- | ---------- |
| 1999                                                                            |                      |           |                | 11         | 10            | 1             |                          |                      | 1          |            | 21         |
| 2000                                                                            |                      |           |                | 11         | 10            | 1             |                          |                      | 1          | 1          | 21         |
| 2001                                                                            |                      |           |                | 10         | 9             | 1             |                          |                      | 1          | 2          | 22         |
| 2002                                                                            |                      |           |                | 6          | 5             | 1             |                          |                      | 1          | 1          | 22         |
| 2003                                                                            |                      |           |                | 11         | 10            | 1             |                          |                      | 1          |            | 21         |
| 2004                                                                            |                      |           |                | 11         | 10            | 1             |                          |                      | 1          |            | 21         |
| 2013                                                                            |                      |           |                | 19         | 17            | 2             |                          |                      | 2          | 3          | 22         |
| 2016                                                                            |                      |           |                | 23         | 20            | 3             |                          |                      | 3          |            | 29         |
| 2019                                                                            |                      |           |                | 27         | 24            | 3             |                          |                      | 3          |            | 55         |
| Fuente: Catholic-Hierarchy, que a su vez toma los datos del Anuario Pontificio. |                      |           |                |            |               |               |                          |                      |            |            |            |

## Episcopologio
- Maurice Michael Otunga † (20 de enero de 1964-29 de agosto de 1997 renunció)
- Alfred Kipkoech Arap Rotich (29 de agosto de 1997-30 de diciembre de 2016 renunció)
  - Sede vacante (desde 2016)
  - Benjamin Kituto Maswili, desde el 30 de diciembre de 2016 (administrador apostólico)